# Phomatospora phragmiticola
Phomatospora phragmiticola är en svampart som beskrevs av Poon & K.D. Hyde 1998. Phomatospora phragmiticola ingår i släktet Phomatospora, ordningen kolkärnsvampar, klassen Sordariomycetes, divisionen sporsäcksvampar och riket svampar.   Inga underarter finns listade i Catalogue of Life.